# Cuto
Cuto é um personagem de banda desenhada criado pelo espanhol Jesus Blasco.

## História
O Cuto é um adolescente aventureiro que, acompanhado com a sua namorada Mary, percorre os quatro cantos do mundo, envolvendo-se em guerras, enigmas e investigações policiais.
Apareceu pela primeira vez no jornal espanhol Boliche em 1935. o Cuto surgiu sob a forma de gags humorísticos acompanhado por dois amigos, Gurripato e Camarilla, passando à sua versão final em 1940, aparecendo apenas acompanhado da sua namorada.
A sua primeira publicação em Portugal deu-se a 12 de Fevereiro de 1949 no nº10 da coleção Gafanhoto. Em 1971, apareceu uma revista com o seu nome o Jornal do Cuto.

## Publicações

### Álbuns
- Estrela negra, Portugal Press, 1977
- Tragédia no Oriente, Editorial Futura - Clássicos da BD Clássica nº6, 1983

### Revistas
- O Mosquito (1ª série) nº1155 a nº1197, A ilha dos homens mortos, 19 de Julho de 1950.
- Mundo de Aventuras (1ª fase) nº192 a nº199, Cuto, 16 de Abril de 1953.
- Mundo de Aventuras (1ª fase) nº200 a nº206, O lago fatal, 11 de Junho de 1953.
- Mundo de Aventuras (1ª fase) nº207 a nº213, Uma aventura no Oeste, 23 de Julho de 1953.
- Condor Mensal nº31, O junco de Sing, Novembro de 1953.
- Zorro nº47, História Muda, 31 de Agosto de 1963.
- Zorro nº48, D+D+T = R.I.P., 7 de Setembro de 1963.
- Gafanhoto (1ª série) nº10 a nº17, Cuto em Nápoles.
- Gafanhoto (1ª série) nº21 a nº71, O caso dos rapazes desaparecidos.
- Jornal do Cuto nº1 a nº41, Cuto nos domínios dos Sioux, 7 de Julho de 1971.
- Jaguar nº2, Cuto em Nápoles, 1 de Novembro de 1971.
- Jaguar nº1, O lago da morte, 15 de Outubro de 1971.
- Jornal do Cuto nº25, Cuto no castelo do terror, 22 de Dezembro de 1971.
- Jornal do Cuto nº42 a nº92, Tragédia no Oriente, 19 de Abril de 1972.
- Jornal do Cuto nº49, Cuto no Oeste, 7 de Junho de 1972.
- Jaguar nº7, O sequestro, 15 de Janeiro de 1973.
- Titã (Portugal Press) nº1, O caso dos rapazes desaparecidos, Abril de 1973.
- Jaguar nº11, Sem rumo e O rapto de Juanita, 1 de Maio de 1973.
- Jornal do Cuto nº94 a nº106, Crime mundial Inc., 1 de Maio de 1973.
- Titã (Portugal Press) nº2, Bandidos e cavalos, Maio de 1973.
- Titã (Portugal Press) nº3O, Mundo perdido, Junho de 1973.
- Canguru (série 1) nº80, O junco de Sing, 17 de Outubro de 1974.
- Jornal do Cuto nº111, SOS... Petróleo!, 17 de Setembro de 1975.
- Jornal do Cuto nº126, Pesadelo, 31 de Dezembro de 1975.
- Supergrilo nºs 1 e 2, Coisas de Cuto, 1976
- Yataca nº1, O fantasma, Maio de 1977.
- Riquiqui nº7, Coisas de Cuto (primeira parte), 12 de Julho de 1979.
- Riquiqui nº9, Coisas de Cuto (segunda parte), 26 de Julho de 1979
- O Mosquito (5ª série), Cuto em Nápoles, 1984.
- O Mosquito (5ª série), O lago da morte, 1985.
- Boletim do CPBD nº95 a nº96, Crime mundial Inc., Maio de 2001.